# Georg Mühleisen
Johann Georg Mühleisen (* 7. März 1768 in Straßdorf; † 4. März 1846 in Gmünd) war Jurist, Stadtschultheiß von Gmünd sowie Landtagsabgeordneter in der Zweiten Kammer der Württembergischen Landständen.
Der promovierte Jurist war zunächst Oberamtsgerichtsbeisitzer, ab 1804 außerordentlicher königlich-württembergischer Advokat, bevor er 1819 zum Stadtschultheiß gewählt wurde sowie als Mitglied der Landstände, als Abgeordneter für Gmünd, beim Ersten Landtag von Württemberg. Er war zunächst in den Wahlperioden von 1819 bis 1831 Mitglied der Landstände beim ersten bis fünften Landtag sowie in der Wahlperiode von 1838 bis 1844 beim zehnten und elften Landtag. Beim zehnten Landtag wurde er als ältestes rechtsgelehrtes Mitglied zum provisorischen Präsidenten der Zweiten Kammer ernannt, außerdem war er beim zehnten und elften Landtag Alterspräsident.
In seine Amtszeit als Stadtschultheiß von Gmünd fällt ein bedeutender Teil des Rückbaus der Stadtbefestigung ab 1830. Bis 1841 bekleidete er das Amt des Stadtschultheißen.